# USCGC Mesquite (WLB-305)
USCGC Mesquite (WLB-305) – amerykańska jednostka pomocniczo-zaopatrzeniowa (ang. sea going buoy tender) z okresu XX wieku.
"Mesquite" początkowo został zaprojektowany dla United States Lighthouse Service. Ostateczny projekt został zbudowany przez Marine Iron and Shipbuilding Corporation w Duluth. 20 sierpnia 1942 położono stępkę, a kadłub zwodowano 14 listopada 1942. Okręt wszedł do służby 27 sierpnia 1943. Koszt kadłuba z maszynownią wynosił 874 798 dolarów.
"Mesquite" był jednym z 39 jednostek stuosiemdziesięciostopowych pełnomorskich jednostek do obsługi bój nawigacyjnych (ang. seagoing buoy tenders) zbudowanych w latach 1942-1944. Wszystkie poza USCGC "Ironwood" (WLB-307) zostały zbudowane w Duluth.

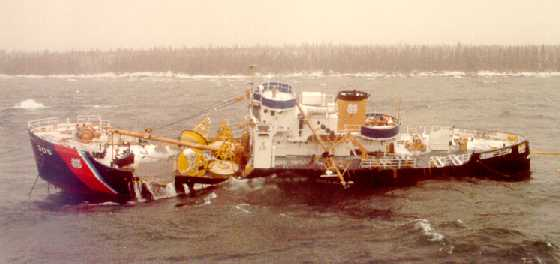
"Mesquite" na mieliźnie w czasie ostatniej podróży

"Mesquite" był w służbie do 4 grudnia 1989, gdy wszedł na rafę w pobliżu półwyspu Keeweenaw na jeziorze Superior, po zmianie letniej boi nawigacyjnej ostrzegającej o tej rafie.  Po kilku godzinach wysiłków mających na celu uwolnienie jednostki, załoga niechętnie opuściła jednostkę. Straż Wybrzeża chciała wydobyć okręt na wiosnę, ale kilka zimowych sztormów, kra i fale  spowodowało dalsze uszkodzenia, które uznano za zbyt rozległe. "Mesquite" został zmieniony w podwodną atrakcję dla nurków poprzez zatopienie w wodzie o głębokości 120 stóp.